# Kroaz du
Pour un article plus général, voir Drapeau de la Bretagne.
Le drapeau surnommé Kroaz du, dont le nom signifie « croix noire » en breton, est l'un des drapeaux utilisés par les Bretons depuis le Moyen Âge, particulièrement comme pavillon. Avec les bannières ducales, c'est un des plus anciens drapeaux bretons connus.

## Jusqu'auXVesiècle
Certains auteurs récents attribuent son origine à la troisième croisade (1188). Lors de la première croisade, le basileus Alexis Ier Comnène fit tailler dans ses manteaux de pourpre des croix rouges qu'il fit distribuer aux pèlerins afin qu'ils puissent traverser l'empire byzantin sans encombre. Cette croix fut rapidement arborée par les Croisés. Suivant la tradition, en 1098, à la bataille d'Antioche, les chrétiens ont été aidés par des armées angéliques vêtues de blanc et chevauchant des chevaux blancs. Leurs bannières, que les Croisés ont reproduites, étaient blanches avec des croix rouges.
Lors de la troisième croisade, le 13 janvier 1188, une conférence à Gisors entre le pape Clément III, le roi de France Philippe Auguste, le roi d'Angleterre Henri II Plantagenêt, auquel succédera six mois plus tard Richard Cœur de Lion, ainsi que le comte de Flandre Philippe d'Alsace, décida d'attribuer une croix par nationalité afin de distinguer les nations. Cette conférence mettait un terme à une alliance entre Frédéric Barberousse en guerre contre la papauté et Henri Plantagenêt contre la France, seul soutien constant du pape, et visait à substituer aux querelles entre puissances occidentales (cf. querelle des investitures, lutte du sacerdoce et de l'Empire) la défense, sinon la captation par Rome, de l'Orient chrétien. Le royaume de France prit la croix apparue lors de la première croisade et mentionnée quelques années plus tard comme étant la croix de Saint Georges terrassant le dragon, rouge du sang du Christ sur un drapeau blanc ; les Anglais eurent l'inverse, la croix d'argent (blanche) sur fond rouge ; les Flamands, seuls représentants de l'Empire qui rallia la croisade la même année par une décision prise à la diète de Mayence, la croix verte sur un drapeau blanc. Par la suite, de même que les Italiens adoptèrent la croix d'or (jaune), les Bretons auraient pris la croix noire, peut-être à la fin du XIIe siècle et le début du XIIIe siècle, peut-être en 1236-1237 quand Pierre Mauclerc fut pressenti par le pape Grégoire IX comme chef de la future croisade. Cependant, il n'existe aucun texte, ni iconographie de l'époque permettant de l'affirmer.
L'usage de la croix noire est attesté au quinzième siècle, comme le montre une enluminure du manuscrit Compillations de Cronicques et Ystores des Bretons illustrant le combat des Trente, cette enluminure est une reproduction du drapeau, réalisée a posteriori, et la croix de cette reproduction est représentée avec des branches qui ne touchent pas les bords. L'étendard à croix noire est également utilisé pour figurer la victoire des blésistes avec la prise de Vannes en 1342 (enluminure du XVe ou XVIe siècle). On retrouve la croix noire sur le drapeau de la ville de Nantes. Elle figurait aussi sur ceux de Brest (fond blanc et bande rouge au guindant) et de Saint-Malo (sur fond rouge, remplacé par le bleu-blanc-rouge, récent).
La croix noire est la marque des combattants bretons à Saint-Aubin-du-Cormier (récit de la bataille dans les chroniques). il est mentionné comme emblème breton dans le récit versifié Le franc-archer de Bagnolet (XVe siècle). Il s'agit d'un signe populaire et d'un attribut d'Etat internationalement reconnu.  

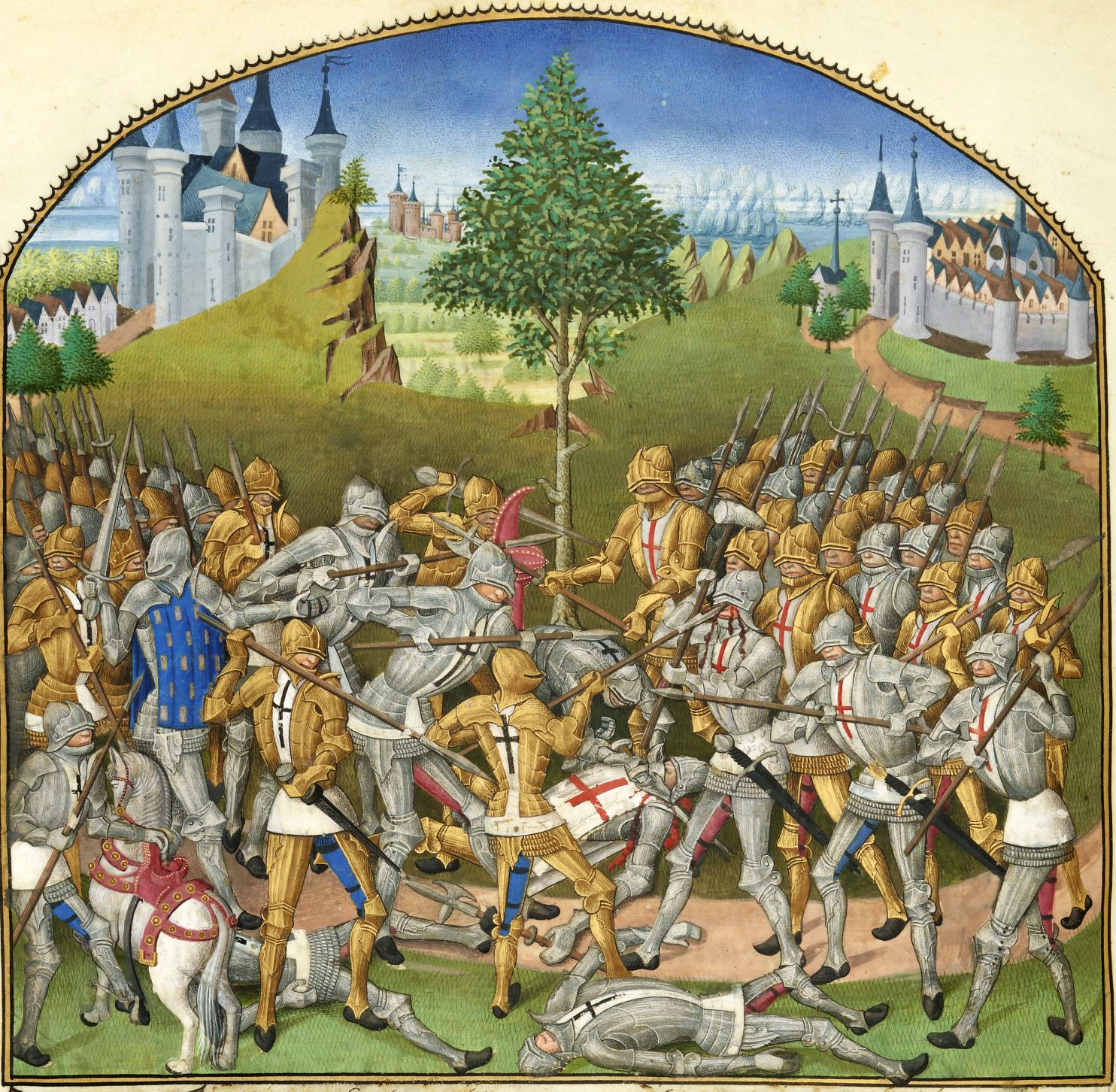
Le Combat des Trente en 1351 (miniature de 1480)
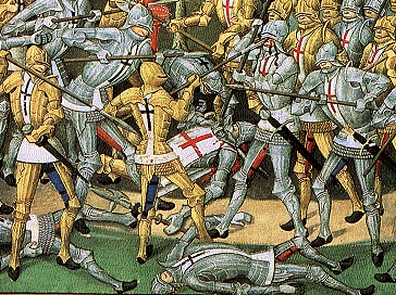
Le Combat des Trente (détail)
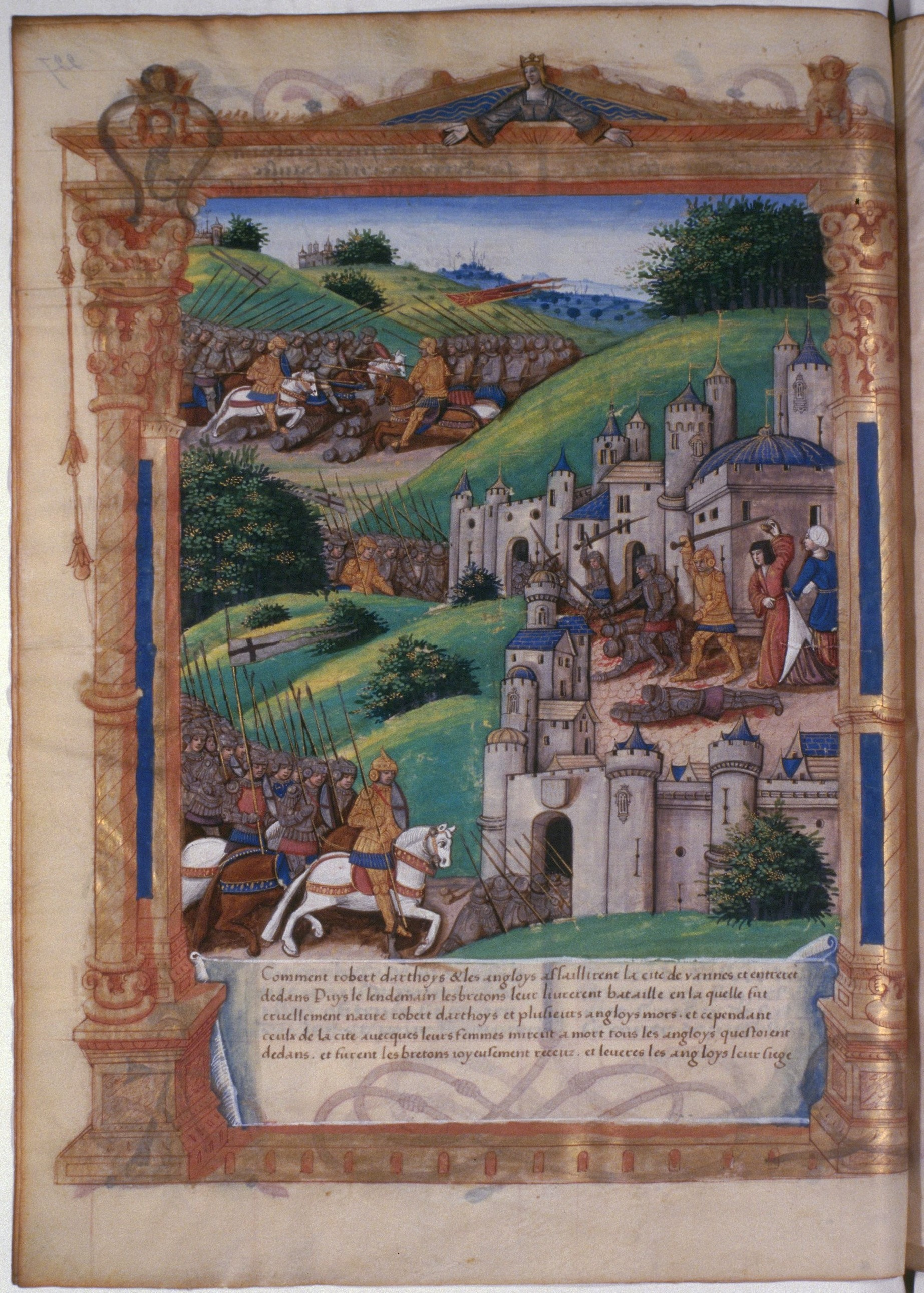
Prise de Vannes en 1342 (enluminure du XVe ou XVIe siècle)

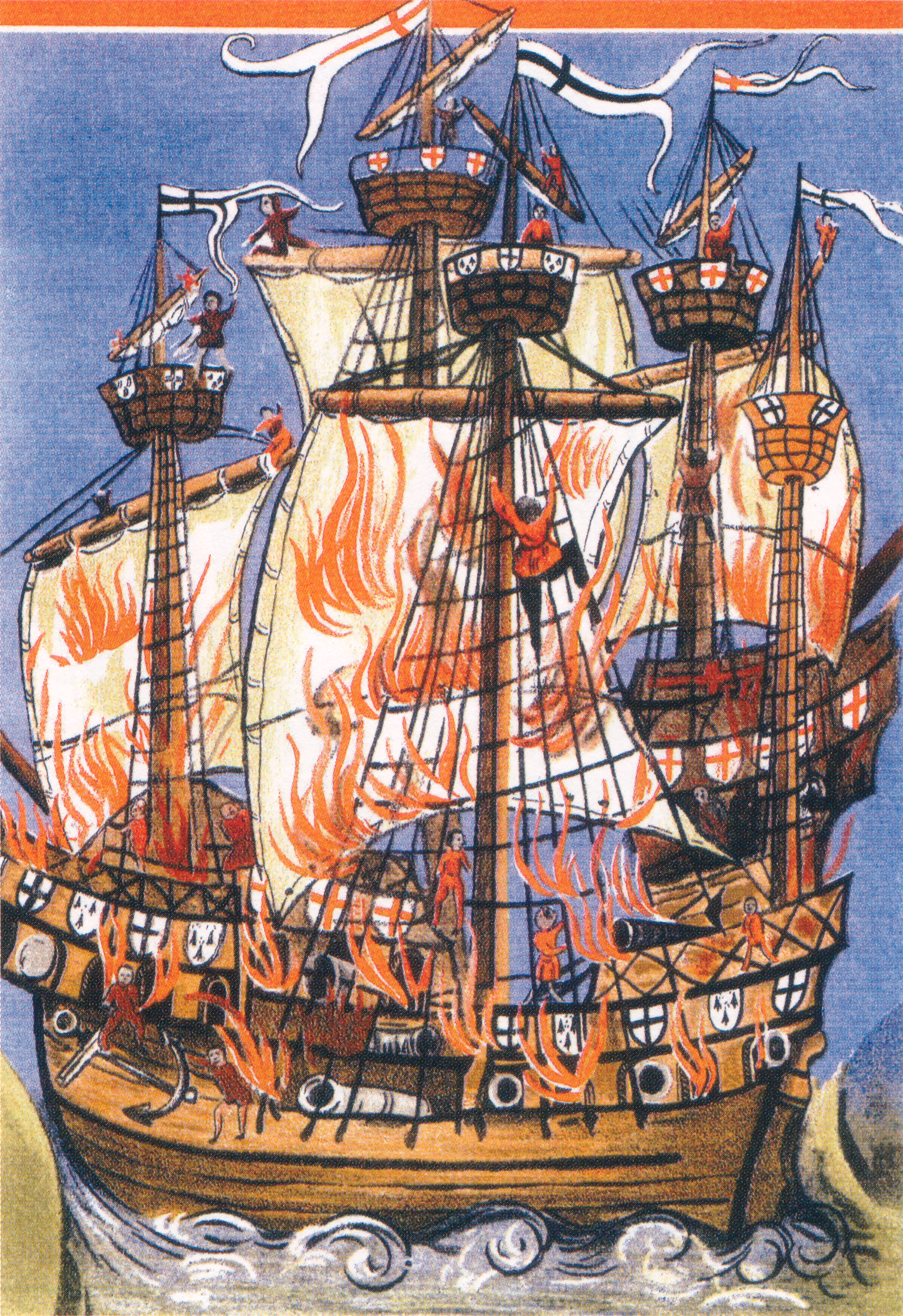
La Cordelière affrontant le Regent en 1512
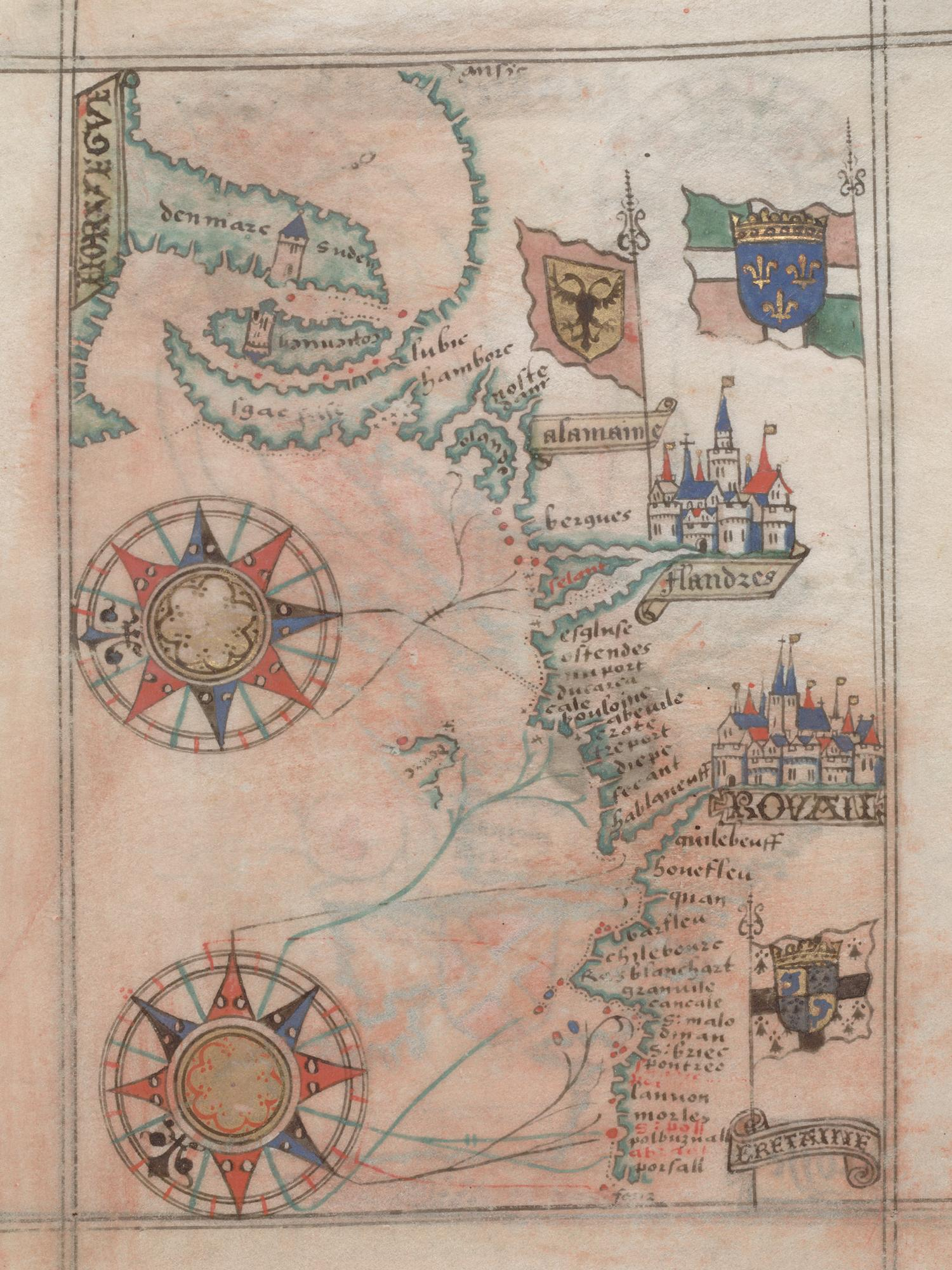
Carte du planisphère de Guillaume Brouscon en 1543
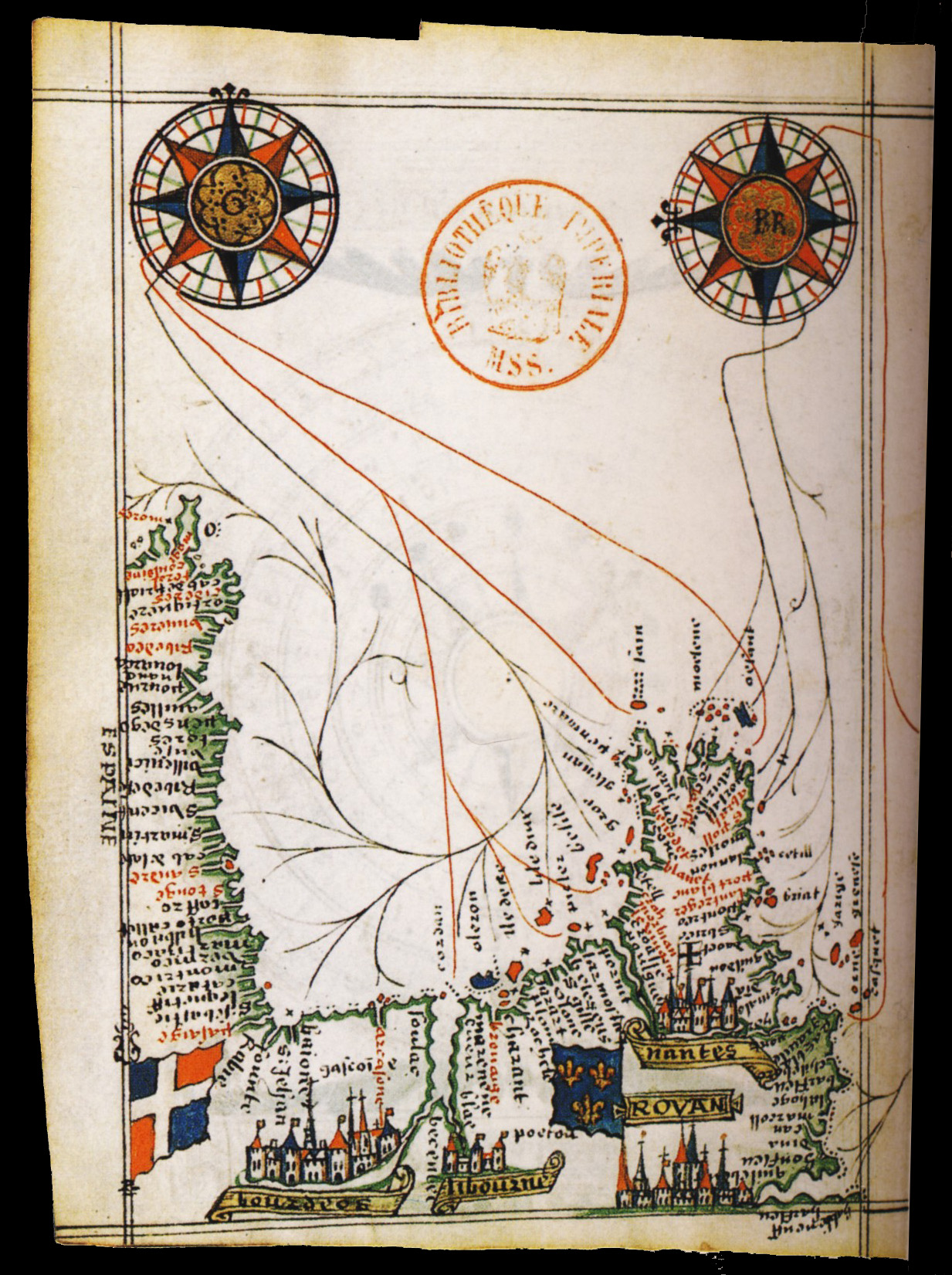
Manuel de pilotage de Guillaume Brouscon en 1548
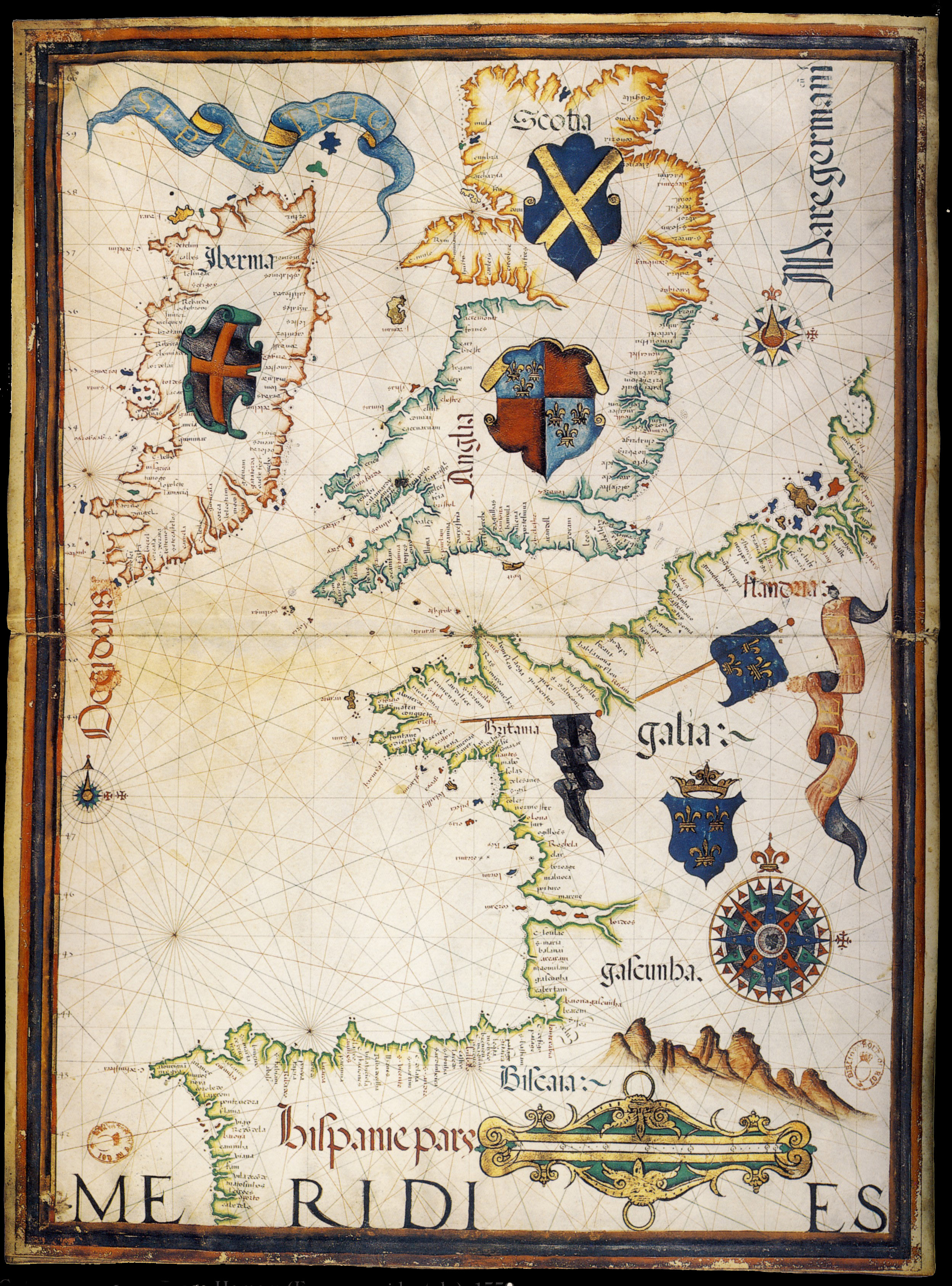
Carte de Diogo Homem en 1559
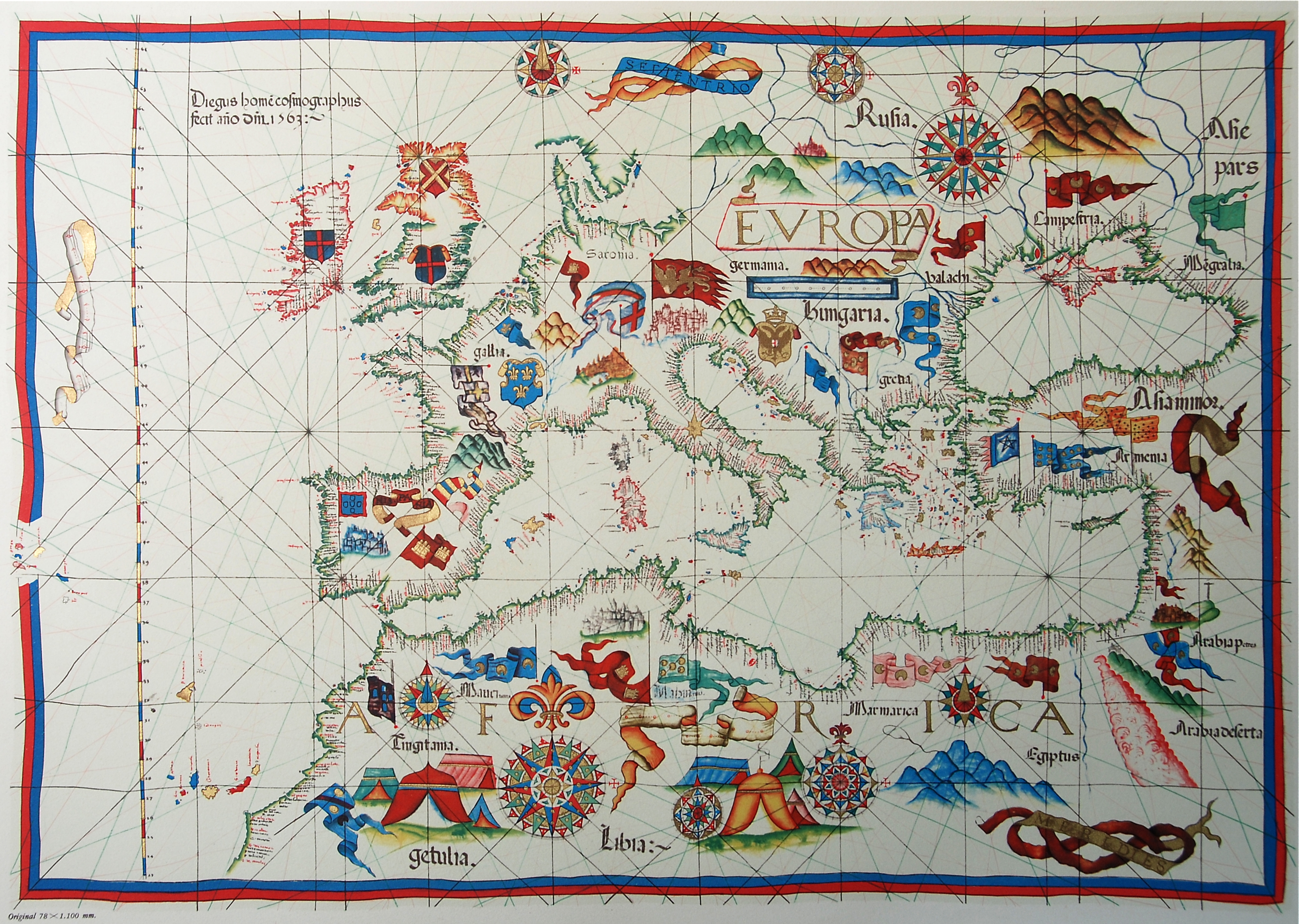
Portulan de Diogo Homem en 1563

## Pavillon de l'Amirauté de Bretagne
Le Kroaz du était arboré par les navires bretons qui sillonnaient les mers. Les différents portulans le figurant l'associent à des mouchetures d'hermine, symbole des ducs de Bretagne. Après 1532, des variantes de ce pavillon sont encore utilisées par la marine, en particulier par l'Amirauté de Bretagne. Il est modifié et on voit apparaître un filet noir (resarclé). L'Amirauté est abolie par Richelieu en 1626, puis rétablie par Louis XIV, puis abolie de nouveau à la Révolution française en 1789.

Kroaz du (dessin avec ratio 1:5)
Variante de certains vieux gréements et groupes historiques
Variante du XVIe siècle
Variante de la Bleun-Brug
Amirauté de Bretagne (avant 1532)

## Depuis leXXesiècle

Guidon arboré sur un bateau Breton

Le Kroaz du, avec une croix légèrement décalée vers la hampe, fut utilisé par la Bezen Perrot vers la fin de la Seconde Guerre mondiale.
Relancé dans la fin des années 1980, on le voit utilisé dans le milieu maritime par le biais des fédérations pour la culture maritime et des associations regroupant les voiliers traditionnels. 
Sa renaissance ne se limite pas au domaine maritime mais s'étend aussi au domaine terrestre, notamment avec les bagadoù qui se dotent de ce drapeau ou de variantes basées sur le Kroaz du. Le club de football du Stade rennais arbora un maillot extérieur reprenant le motif du Kroaz du lors de la saison 2012-2013.

Île de Sein[réf. nécessaire]
Guérande
Saint-Nazaire
Nantes
Pays de Retz

## Divers
Le Kroaz du pourrait aussi être à l'origine de la croix de Saint Piran, drapeau des Cornouailles, qui rappelle l'apparition à saint Piran, patron des mineurs, d'une croix dans le minerai d'étain fondu (les gisements d'étain de l'Aber Wrach, de Saint-Renan et des Cornouailles étaient dans l'Antiquité la principale richesse de ces régions alors appelées pour cette raison Cassitérides).